# Verbonden som

Illustratie van een verbonden som.

In de topologie en de knopentheorie, deelgebieden van de wiskunde, is een verbonden som van twee gegeven variëteiten een nieuwe variëteit die ontstaat door op elk van de beide variëteiten een punt te kiezen en de variëteiten in de buurt van deze punten te verenigen. Deze constructie speelt een belangrijke rol in de classificatie van gesloten oppervlakken. 
Meer in het algemeen kan men variëteiten ook samenvoegen langs identieke deelvariëteiten; deze veralgemening wordt vaak de vezelsom genoemd. Er bestaat ook een nauw verwante notie van een verbonden som op knopen, die ook wel de knoopsom of samenstelling van knopen wordt genoemd.